# فرانسيسك بيتريو
فرانسيسك بيتريو (18 يناير 1940 - 7 أكتوبر 2020)، هو مخرج سينمائي وتلفزيوني إسباني. اعتبرته أكاديمية السينما القطلونية «اسم أساسي لفهم إسبانيا في زمن الديكتاتورية والانتقال، والعلاقات بين السينما والأدب.